# Lichenochrus
Lichenochrus is een geslacht van rechtvleugeligen uit de familie sabelsprinkhanen (Tettigoniidae). De wetenschappelijke naam van dit geslacht is voor het eerst geldig gepubliceerd in 1890 door Karsch.

## Soorten
Het geslacht Lichenochrus omvat de volgende soorten:
- Lichenochrus congicus Rehn, 1914
- Lichenochrus crassipes Karsch, 1890
- Lichenochrus cristatus Beier, 1957
- Lichenochrus decoloratus Brunner von Wattenwyl, 1895
- Lichenochrus marmoratus Sjöstedt, 1902
- Lichenochrus nasutus Beier, 1957
- Lichenochrus servus Beier, 1954